# NGC 3806
NGC 3806 في الفهرس العام الجديد، هي مجرة، تقع في كوكبة الأسد. اكتشفت في 21 أبريل 1862 بواسطة هاينريش لويس دريست.

## روابط خارجية
- NGC 3806 على موقع ويكي سكاي: DSS2, SDSS, GALEX, IRAS, Hydrogen α, X-Ray, Astrophoto, Sky Map, Articles and images